# Arquidiocese de Halifax-Yarmouth
A Arquidiocese de Halifax-Yarmouth (Archidiœcesis Halifaxiensis-Yarmuthensis) é uma circunscrição eclesiástica da Igreja Católica situada em Halifax, Nova Escócia, Canadá. Seu atual arcebispo é Anthony Mancini. Sua Sé é a Catedral Basílica de Santa Maria de Halifax e na Co-Catedral de Santo Ambrósio de Yarmouth.
Possui 69 paróquias servidas por 87 padres, contando com 733 mil habitantes, com 26,9% da população jurisdicionada batizada.

## História
O vicariato apostólico da Nova Escócia foi eregido em 4 de julho de 1817, recebendo o território da diocese de Québec (hoje arquidiocese).
Em 15 de fevereiro de 1842 por efeito do breve Ex munere do Papa Gregório XVI foi elevada a diocese e assume o nome de diocese de Halifax. Originalmente era sufragânea da arquidiocese de Québec.
Em 27 de setembro de 1844 cede uma parte do seu território em vantagem da ereção da diocese de Arichat (atual diocese de Antigonish).
Em 4 de maio de 1852 é elevada ao posto de arquidiocese metropolitana.
Em 19 de fevereiro e em 6 de julho de 1953 cedeu outras partes do seu território em vantagem da ereção respectivamente da prefeitura apostólica da Ilha Bermuda (atual diocese de Hamilton em Bermuda) e da diocese de Yarmouth, ereta com a bula Romani partes do Papa Pio XII.
Em 22 de outubro de 2009 a arquidiocese de Halifax é unida à diocese de Yarmouth e assumiu o nome atual.

## Prelados
| #                      | Nome                                | Período    | Notas                       |
| Arcebispos             | Arcebispos                          | Arcebispos | Arcebispos                  |
| ---------------------- | ----------------------------------- | ---------- | --------------------------- |
| 13º                    | Brian Joseph Dunn                   | 2020-atual |                             |
| 12º                    | Anthony Mancini                     | 2007-2020  |                             |
| 11º                    | Terrence Thomas Prendergast, S.J.   | 1998-2007  | Nomeado Arcebispo de Ottawa |
| 10º                    | Austin-Emile Burke †                | 1991-1998  |                             |
| 9º                     | James Martin Hayes                  | 1967-1990  |                             |
| 8º                     | Joseph Gerald Berry †               | 1953-1967  |                             |
| 7º                     | John Thomas McNally †               | 1937-1952  |                             |
| 6º                     | Thomas O'Donnell †                  | 1931-1936  |                             |
| 5º                     | Edward Joseph McCarthy †            | 1906-1931  |                             |
| 4º                     | Cornelius O'Brien †                 | 1882-1906  |                             |
| 3º                     | Michael Hannan †                    | 1877-1882  |                             |
| 2º                     | Thomas Louis Connolly, O.F.M.Cap. † | 1859-1876  |                             |
| 1º                     | William Walsh †                     | 1852-1858  |                             |
| Arcebispos-coadjutores |                                     |            |                             |
|                        | Brian Joseph Dunn                   | 2019-2020  |                             |
|                        | Thomas O'Donnell                    | 1929-1931  |                             |
| Bispos                 |                                     |            |                             |
| 3º                     | William Walsh †                     | 1844-1852  |                             |
| 2º                     | William Fraser †                    | 1825-1844  | Nomeado Bispo de Antigonish |
| 1º                     | Edmund Burke †                      | 1817-1820  |                             |
| Bispo coadjutor        |                                     |            |                             |
|                        | William Walsh                       | 1842-1844  |                             |
| Bispos auxiliares      |                                     |            |                             |
|                        | Claude Champagne , OMI              | 2003-2009  | Nomeado Bispo de Edmundston |
|                        | James Martin Hayes                  | 1965-1967  | Elevado a Arcebispo         |
|                        | Alfred Bertram Leverman             | 1948-1953  | Nomeado Bispo de Saint John |